# 陳邦瞻
陳 邦瞻（ちん ほうせん、? - 1623年）は、明代の官僚。字は徳遠。本貫は瑞州府高安県。

## 生涯
1598年（万暦26年）、進士に及第した。南京大理寺評事に任じられた。南京吏部郎中を経て、浙江参政として出向した。福建按察使に進み、福建右布政使に転じた。河南右布政使に転じ、彰徳府などを分担した。水田1000頃を開き、滏陽書院を建て、諸生を集めて講習した。官吏や民衆たちが生祠を立てて邦瞻を祀った。邦瞻は河南左布政使に転じ、右副都御史として陝西を巡撫した。
1620年（万暦48年）、上林土官の黄徳勲の弟の黄徳隆と子の黄祚胤が黄徳勲に叛き、田州土酋の岑懋仁に投じた。岑懋仁は黄徳隆らを受け入れ、上林を襲撃して破り、黄徳勲を殺し、その妻子や金帛を略奪した。明の守臣が状況を問い合わせると、いつわって黄徳勲は病死したといい、黄祚胤に後を継がせるよう請願してきた。邦瞻は岑懋仁の討伐を朝廷に奏請した。同年（泰昌元年）、泰昌帝が即位すると、邦瞻は兵部右侍郎に抜擢され、両広の軍務を総督し、広東巡撫を兼ね、軍を率いて岑懋仁を討ち捕らえた。海賊の林莘老が1万人あまりを集めたと称して海浜地方を侵犯すると、邦瞻がこれを抑えて、その増長を防いだ。ポルトガル人が青州に根拠地を築いて、内地の侵略を図っていたため、邦瞻はその根拠地を焼き払った。北京に召還されて工部右侍郎に任じられ、就任しないうちに兵部右侍郎に転じ、兵部左侍郎に進んだ。
1622年（天啓2年）5月、四事を上疏し、天啓帝の意に逆らったとして叱責された。ほどなく戸工二部侍郎を兼ね、もっぱら軍需を監督した。1623年（天啓3年）、在官のまま死去した。詔により尚書の位を追贈された。馮琦『宋史紀事本末』を増補したほか、著書に『元史紀事本末』や『荷華山房集』があった。